# 비아 델라 콘칠리아치오네
비아 델라 콘칠리아치오네(이탈리아어: Via della Conciliazione)는 ‘화해의 길’이라는 뜻으로 로마 안에 있는 보르고 거리에 있는 도로이다. 길이는 대략 500m이며, 테베레강의 서쪽 강변을 따라 성 베드로 광장과 산탄젤로 성을 이어주고 있다.
이 도로는 1936년에서 1950년에 걸쳐 건설하였으며, 성 베드로 광장으로 가는 주요 통로이다. 도로 양편에 통상적인 점포들과 주택들이 즐비하게 늘어선 것 외에도 토를로니아 궁전, 페니텐치에리 궁전, 콘베르텐디 궁전, 산타 마리아 인 트라스폰티나 성당, 산토 스피리토 인 사샤 성당 등 수많은 역사적인 건물이 이 도로와 인접해 있다. 이러한 역사성 때문에, 로마 시내에서 많은 교통량을 정체 없이 소화시킬 수 있는 몇 안 되는 주요 가도임에도 로마 시민들과 역사학자들 사이에 분쟁의 씨앗이 되고 있다.
성 베드로 대성전 주변 지역은 계속되는 로마 약탈들 때문에 몇 번이나 재건축을 하였으며, 14세기에 교황청이 아비뇽으로 이주한 후부터 로마가 번영을 잃어버리면서 쇠퇴기를 다시 겪게 되었다. 이렇게 수많은 복구 작업을 거친 대성전의 작은 안마당 앞에 있는 지역은 폭이 좁은 도로들과 골목길들이 밀집해 있어 마치 미로와 같은 형태로 남게 되었다.

## 무솔리니와 로마

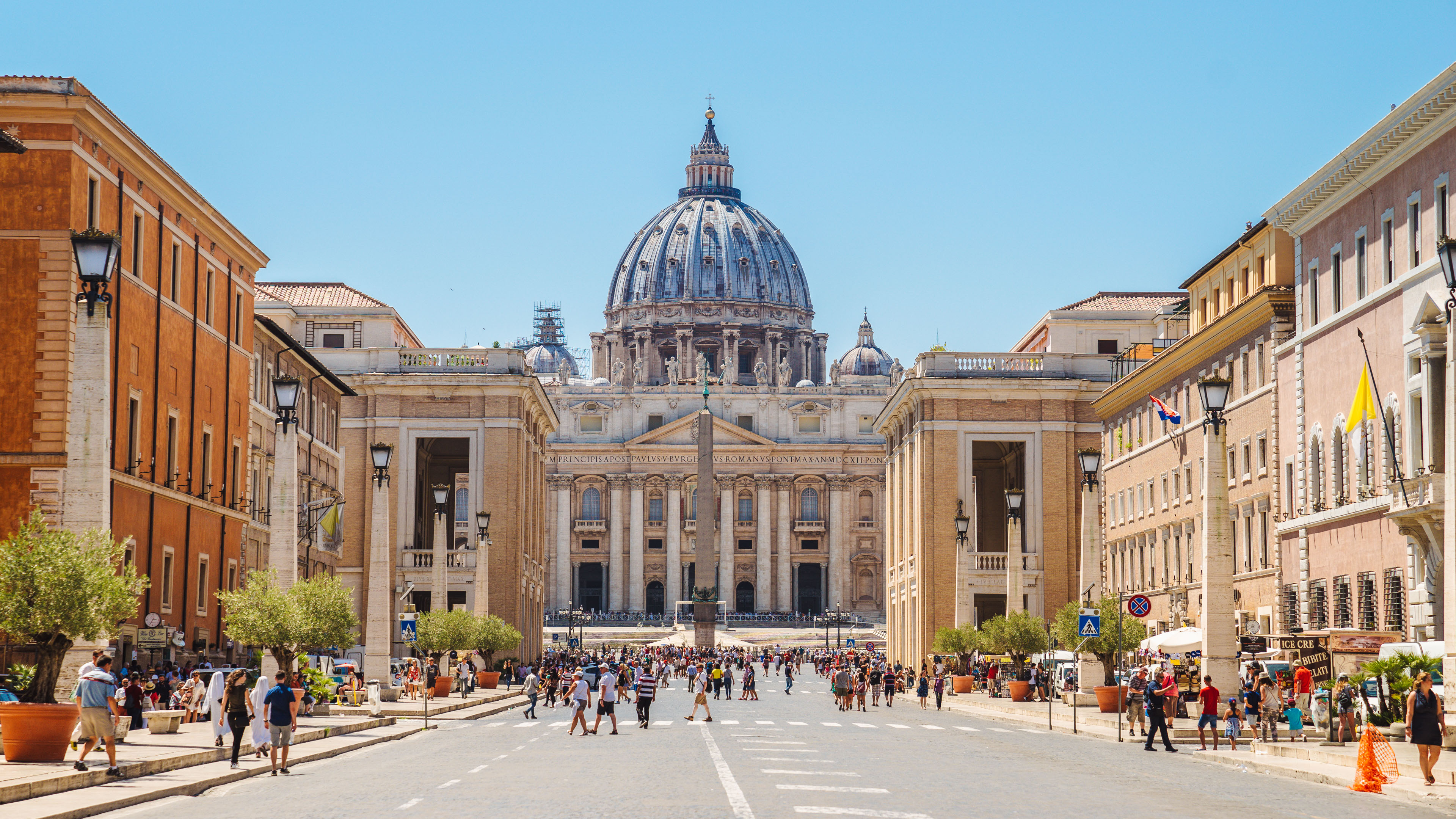
비아 델라 콘칠리아치오네에서 수평으로 바라본 성 베드로 대성전. 피아첸티니의 선택에 따라 교황 식스토 5세의 지시로 옮겨진 오벨리스크를 중심에 놓았지만, 대신에 대성전의 돔이 중심에서 틀어져 있다.

국왕 대신에 협정에 조인한 당시 이탈리아 파시즘 정권의 지도자였던 총리 베니토 무솔리니는 바티칸과 이탈리아의 수도 심장부를 상징적으로 연결하는 거대한 도로를 만드는 계획을 부활시켰다. 무솔리니는 이 구상을 달성하고자 유명한 파시스트 건축가들인 마르첼로 피아첸티니와 아틸리오 스파카렐리를 채용하였다. 카를로 폰타나가 제출한 수많은 설계안에서 영감을 얻은 피아첸티니는 개방과 폐쇄라는 두 가지 최적의 형태를 보존할 수 있는 계획을 세웠지만, 베르니니의 예상대로 웅대한 큰길 때문에 바티칸의 대다수 건물이 무색하게 되어 버렸다. 광대한 열주대로를 만들려면 성 베드로 대성전과 산탄젤로 성 사이에 있는 700여 채의 아파트를 정돈해야 하였다. 일직선에 가까운 통행로에 안전지대를 만들라는 지시에 따라 좌우 양쪽에 한 쌍의 가로등 기둥들을 일렬로 세움에 따라 건물들의 정면에서부터 이어지는 공간을 완벽하게 일직선에 맞추지 못했다. 또한, 깔때기 모양 디자인의 영향을 줄이려는 의도로 전망을 바라볼 때 대성전과 직면하도록 하였다. 광장과 인접한 건물들의 날개 부분은 프로필레아 양식을 간직함으로써 바티칸 시의 대부분 지역을 차단하여 방문객들의 접근을 막고, 차량이 쉽게 드나들도록 넓게 개방된 공간의 앞부분에 광장과 대성전의 틀을 맞추었다.
1936년 10월 29일 무솔리니의 지시로 곡괭이로 첫 번째 건물을 철거한 것을 시작으로 보르고 지역 아파트의 철거 작업이 12개월 동안 계속 진행되었다. 심지어 그 당시에도, 철거 작업으로 말미암아 많은 보르고 거주자들이 도시 외부에 있는 거주지역으로 대량 이주하는 상황이 벌어져 논란의 여지가 있었다. 건물들이 해체되던 와중에도 자코모와 바르톨로메오 다 브레스치아의 저택인 콘베르텐티 궁전, 눈치아티나 성당, 루스티쿠치-아코람보니 궁전 등은 전체 또는 일부분이 다른 위치에 옮겨졌다. 조베르나토레 델 보르고와 산 자코모 아 스코사카발리 성당과 같은 다른 건물들은 파괴되었다. 그밖에 산타 마리아 인 트라스폰티나 성당, 페니텐치에리 궁전 등 역사적인 건물 다섯 채는 허가 면적 안으로 전향되었다.
그러나 도로 건설은 무솔리니의 지시로 진행된 로마 재건에서 유일하게 소규모 작품에 불과했다. 로마 재건 계획은 산탄젤로 성을 복구하고 아우구스투스 영묘를 정돈하는 범위에서 고대 로마 제국 유적들이 있는 비아 델 임페로 터까지 확대되었다. 그의 계획에 따라 로마는 이탈리아 파시즘을 위한 기념물로 변모하였다.

## 오늘날의 도로

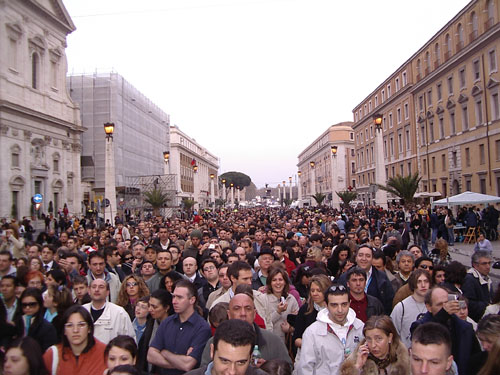
교황 요한 바오로 2세의 장례식 날, 비아 델라 콘칠리치오네에 몰려 든 인파

무솔리니가 죽고 이탈리아 파시즘이 종식되고 나서도 도로 건설은 계속 진척되었다. 1950년 성년과 때를 맞추어 오벨리스크가 설치되면서 공사가 마무리되었다. 완공 이후, 바티칸 시국으로까지 확장됨에 따라 성 베드로 광장으로 가는 진입로 역할을 맡게 되었다. 가끔은 교황 요한 바오로 2세의 장례식과 같이 수많은 방문객이 참석할 수 있게끔 성 베드로 광장 자체까지 확장되기도 한다.